# Bergmair
Bergmair ist ein deutscher Familienname.

## Herkunft und Bedeutung
Bergmair ist eine Variante des Familiennamens Meier.

## Varianten
- Bergmaier, Bergmeier, Bergmeyer, Bergmayr

## Namensträger
- Bernd Bergmair (* 1968), österreichischer Investor
- Oddo Bergmair (Rudolf Bergmair; 1931–2020), österreichischer Ordensgeistlicher, Abt des Benediktinerstiftes Kremsmünster
- Peter Bergmair (* 1955), deutscher Kommunalpolitiker